# Shishman de Vidin
Shishman de Vidin (en búlgaro: Шишман; fl. años 1270/1280-antes de 1308/1313) fue un noble búlgaro (boyardo) que gobernó un reino semiindependiente establecido en la fortaleza de Vidin a fines del siglo XIII e inicios del XIV. Shishman, que había recibido el título de «déspota» por el zar búlgaro Jorge I Terter, era de origen cumano, y pudo haberse establecido como señor de Vidin a principios de los años 1270.
En 1291, estuvo bajo la soberanía tártara y en 1292 estuvo a cargo de una infructuosa campaña contra el vecino Reino de Serbia. Aunque los serbios capturaron Vidin en su contraofensiva, quizás gracias a la influencia tártara Shishman fue colocado de nuevo como gobernante de la región, pero esta vez como un vasallo serbio. Sin embargo, continuó gobernando sus dominios de forma independiente. Aunque su hijo y sucesor como déspota de Vidin Miguel Shishman ascendió al trono de Bulgaria en 1323, Shishman fue el progenitor de la última dinastía real medieval búlgara, la dinastía Shishman.

## Déspota búlgaro y soberanía tártara

Los territorios búlgaros en el siglo : El territorio semiindependiente de Shishman se encuentra al noroeste, marcado con un 7.

Los primeros años de vida de Shishman y su ascenso en las filas de la nobleza búlgara están pobremente documentados. Sin embargo, es considerado como un descendiente de la oleada de cumanos que se establecieron en Bulgaria después de 1241, cuando los conflictos étnicos con los húngaros los forzaron a salir del Reino de Hungría. Ha sido aceptado en la historiografía búlgara que la primera esposa de Shishman fue una hija no identificada de Ana Asenina y del sebastocrátor Pedro y por lo tanto era nieta del emperador Iván Asen II de la dinastía Asen. En las fuentes contemporáneas, Shishman es descrito como un príncipe (kniaz), rey o emperador (zar) de Bulgaria, aunque su título oficial fue el de «déspota».
Según el historiador John Van Antwerp Fine, Shishman pudo haber establecido su autoridad sobre la región de Vidin a principios de la década de 1270, después de la muerte del anterior señor de esa región, Jacobo Svetoslav. Quizás ascendió a la posición de déspota de Vidin poco después de la ascensión de otro noble búlgaro de origen cumano, Jorge I Terter, en el trono de Bulgaria en 1280. Shishman fue probablemente un pariente cercano, tal vez incluso un hermano de Jorge I Terter.
El dominio de Shishman comprendía «mucho del territorio búlgaro», según lo registrado por el arzobispo serbio Danilo. En realidad, sus tierras constituían la mayor región autónoma de Bulgaria en esa época. El historiador búlgaro Jordan Andreev estima que las tierras gobernadas por Shishman se extendían desde el desfiladero de las Puertas de Hierro del Danubio en el oeste hasta las ciudades de Lom y Vratsa en el este. Shishman también controlaba territorios al norte del Danubio, en la Valaquia occidental (Oltenia), ya que las crónicas describen el río Danubio corriendo a través del centro de sus tierras.
En 1285, el incremento de la presión tártara desde el noreste había forzado al Segundo Imperio búlgaro a estar bajo la dependencia política de Nogai Kan, el gobernante de la Horda de Oro. En la época de Shishman sus dominios eran independientes de los emperadores búlgaros en Tarnovo, aunque conservaba un cierto grado de lealtad a Bulgaria y mantenía relaciones amistosas con Serbia. Sin embargo, en 1291 Shishman también se vio obligado a reconocer la soberanía de Nogai con el fin de contrarrestar la creciente presión serbia en el oeste. En ese mismo año, las fuerzas conjuntas del vasallo húngaro Esteban Dragutin y del rey serbio Esteban Milutin habían conseguido expulsar a dos nobles cumanos-búlgaros y los aliados de Shishman, Darman y Kudelin, que controlaban la región de Braničevo.

## Campaña antiserbia y vasallaje serbio

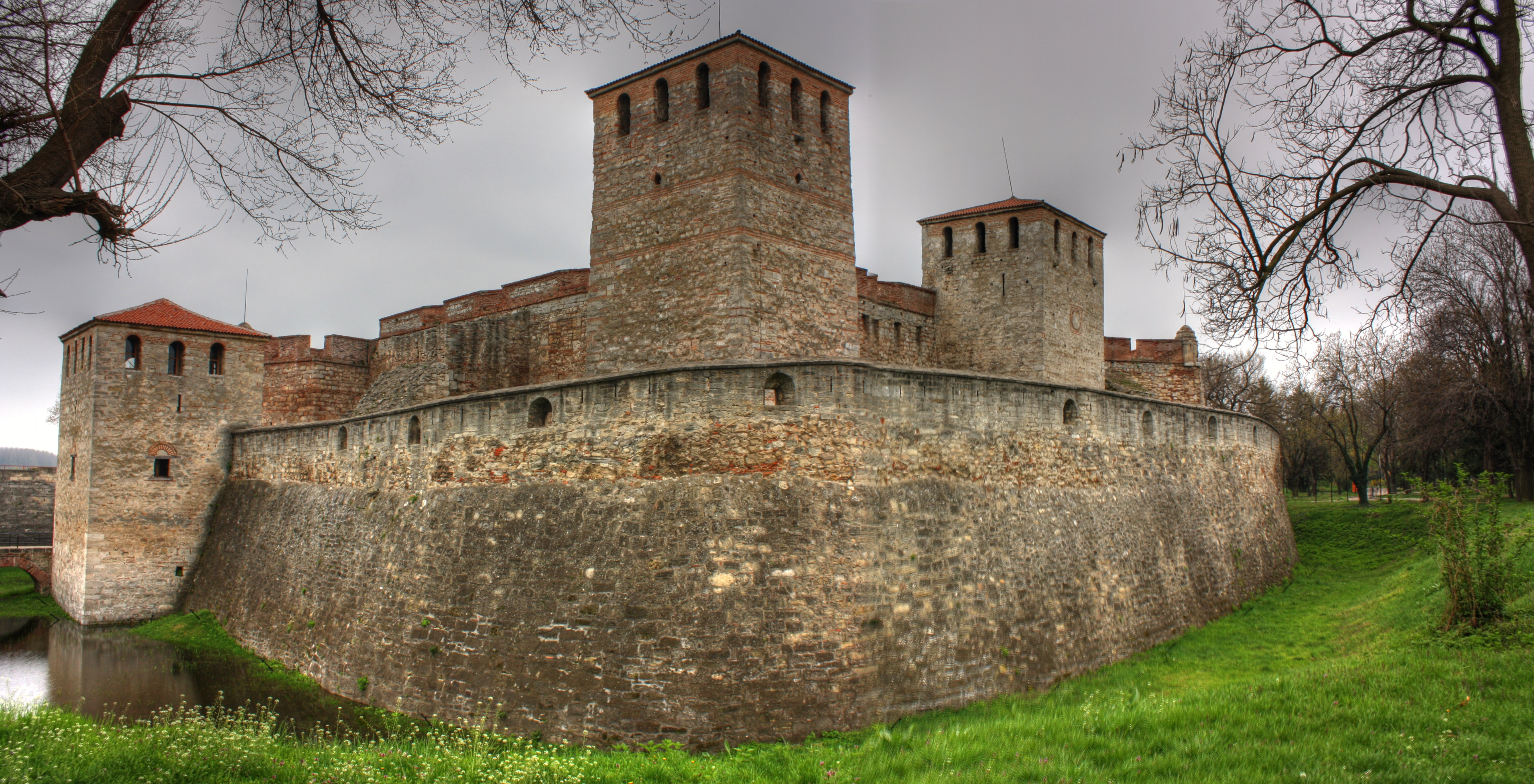
El castillo de Baba Vida en Vidin, capital del reino semiindependiente de Shishman.

Alentado por Nogai, en 1292 Shishman lanzó una gran campaña contra Milutin, su vecino serbio en el oeste. Gracias al apoyo de mercenarios tártaros, las fuerzas de Shishman incursionaron profundamente en territorio serbio y llegaron a Hvosno en Kosovo. Después de intentar conquistar la fortaleza de Ždrelo cerca de Peć aunque sin éxito e incendiar el monasterio de Žiča, las tropas de Shishman regresaron a Vidin sin ganancias territoriales. La respuesta de Milutin para el acto de agresión de Shishman fue mucho más exitosa. Su contraataque dio lugar a que las fuerzas serbias llegaran y capturaran Vidin la capital de Shishman después de un breve asedio. El déspota, sin embargo, logró escapar al norte del Danubio a la seguridad de sus soberanos tártaros.
En lugar de anexar las tierras de Shishman, Milutin restauró a Shishman como déspota de Vidin y firmó una alianza con él. Para confirmarla, Shishman se casó con la hija del gran príncipe de Serbia Dragoš. El futuro matrimonio del hijo de Shishman con la hija de Milutin Ana Neda fue también arreglado con la intención de seguir sellando la unión. Es muy evidente que la vuelta de Shishman a Vidin y la liga con Serbia fueron dictadas por Nogai, ya que en ese momento Serbia también estaba bajo la dependencia tártara. Milutin se vio obligado incluso a enviar a su hijo Esteban Dečanski como rehén con el fin de prevenir un ataque tártaro.
Aunque el reino de Shishman fue nominalmente un estado cliente de Serbia por un tiempo desconocido, mantuvo su previa semiindependencia y su señor dominaba por completo sus tierras. Este mantuvo buenas relaciones con Bulgaria, y según Andreev, su actividad política se concentró principalmente en tratar con Bulgaria. También mantuvo su estrecha relación con Nogai y sus descendientes. En 1301-1302, Shishman proporcionó refugio político a varios de los familiares de Nogai, entre ellos su nieto Qara-Kesek, que huyó a Vidin junto con tres mil hombres de caballería y permaneció allí hasta después de 1325. Estos nobles tártaros huían de la persecución del nuevo kan, Toqta, que había derrotado y asesinado a Nogai en 1299-1300. Contrariamente a la opinión de Andreev, Fine cree que la muerte de Nogai incrementó la influencia de Serbia sobre Vidin.
Shishman murió en el siglo XIV, antes de 1308 o 1313. Le sucedió como gobernante de Vidin su hijo Miguel, que en 1323 fue elegido al trono de Bulgaria debido a que el emperador Jorge Terter II murió sin descendencia. Además de Miguel, otra progenie de Shishman incluyó a Belaur, otro déspota de Vidin, y Keratsa Petritsa, la madre del zar búlgaro Iván Alejandro. El historiador búlgaro Iván Bozhilov clasifica a todos los hijos conocidos de Shishman como descendientes de la dinastía Asen, indicando así que nacieron de su primera esposa, la hija de Ana Teodora. Los descendientes de Shishman de Vidin, conocidos colectivamente como la dinastía Shishman, gobernaron el Segundo Imperio búlgaro desde 1323 hasta que fue finalmente subyugado por los otomanos a comienzos del siglo XV.